# Civil Rights Act (1968)
Il Civil Rights Act del 1968, conosciuto anche come Indian Civil Rights Act of 1968 è una legge federale degli Stati Uniti d'America
Venne firmata l'11 aprile 1968 dal presidente Lyndon B. Johnson. Il titolo VIII della legge è conosciuto come Fair Housing Act o ancora come CRA 68, esso è considerato il completamento e l'estensione del Civil Rights Act del 1964.

## Contenuto
Mentre il Civil Rights Act del 1866 tutelava dalle discriminazioni nella costruzione di case ma non dava nessuna tutela federale, il Civil Rights Act del 1968 proibisce la discriminazione nell'acquisto, affitto o richiesta di finanziamento per l'acquisto di un alloggio sulla base di differenze di razza, religione o paesi d'origine. Dal 1974 proibisce anche le differenze di genere (discriminazione sessuale). Dal 1988 proibisce le discriminazione per i disabili fisici o mentali e per le famiglie numerose. Inoltre tutela dalla discriminazione tutti coloro che lavorano a favore dei diritti civili.
Le vittime di discriminazione possono invocare in sede legale sia i Civil Rights Acts del 1968 che quelli del 1866 attraverso la sezione 1983 per ottenere il rispetto dei loro diritti. Gli atti del 1968 danno una soluzione federale al ricorso mentre quelli del 1866 forniscono soluzioni private (diritto civile).